# 1928-as közép-európai kupa
Az 1928-as közép-európai kupa a Közép-európai kupa történetének második kiírása volt. A sorozatban Ausztria, Csehszlovákia, Jugoszlávia és Magyarország képviseltette magát 2-2 csapattal.A csapatok kupa rendszerben 2 mérkőzésen döntötték el a továbbjutást. Ha az összesítésben ugyanannyi gólt szereztek a csapatok a párharcokban, akkor egy újabb összecsapáson dőlt el a továbbjutó kiléte.
A kupát a Ferencvárosi TC nyerte el, története során első alkalommal.

## Negyeddöntő
| 1. csapat                | Össz. | 2. csapat          | 1. mérk. | 2. mérk. |
| ------------------------ | ----- | ------------------ | -------- | -------- |
| FC Admira Wacker Mödling | 6–4   | SK Slavia Praha    | 3–1      | 3–3      |
| OFK Beograd              | 1–13  | Ferencvárosi TC    | 0–7      | 1–6      |
| HŠK Građanski Zagreb     | 4–8   | FK Viktoria Žižkov | 3–2      | 1–6      |
| SK Rapid Wien            | 7–71  | MTK Budapest FC    | 6–4      | 1–3      |

- 1 Mivel az összesített eredmény 7–7 lett, a szabályok értelmében újrajátszást (3. mérkőzést) rendeltek el, amit az Rapid Wien 1–0-ra nyert meg.

## Elődöntő
| 1. csapat                | Össz. | 2. csapat       | 1. mérk. | 2. mérk. |
| ------------------------ | ----- | --------------- | -------- | -------- |
| FC Admira Wacker Mödling | 1–3   | Ferencvárosi TC | 1–2      | 0–1      |
| FK Viktoria Žižkov       | 6–62  | SK Rapid Wien   | 4–3      | 2–3      |

- 2 Mivel az összesített eredmény 6–6 lett, a szabályok értelmében újrajátszást (3. mérkőzést) rendeltek el, amit az Rapid Wien 3–1-re nyert meg.

## Döntő
| 1. csapat       | Össz. | 2. csapat     | 1. mérk. | 2. mérk. |
| --------------- | ----- | ------------- | -------- | -------- |
| Ferencvárosi TC | 10–6  | SK Rapid Wien | 7–1      | 3–5      |

### 1. mérkőzés
| 1928. október 28. |

| Ferencváros                                            | 7–1   | Rapid Wien  |
| ------------------------------------------------------ | ----- | ----------- |
| Szedlacsik 15' 20' Takács J. 18' 64' 76' Kohut 56' 58' | (3–0) | Horvath 85' |

| Üllői úti pálya, Budapest Nézőszám: 20 000 Játékvezető: Albino Carraro (olasz) |

| FERENCVÁROS:      |  |                   |
|                   |  |                   |
| GK                |  | Amsel Ignác       |
| DF                |  | Takács Géza       |
| DF                |  | Hungler János     |
| MF                |  | Furmann Károly    |
| MF                |  | Bukovi Márton     |
| MF                |  | Berkessy Elemér   |
| FW                |  | Koszta Imre       |
| FW                |  | Takács József     |
| FW                |  | Turay József      |
| FW                |  | Szedlacsik Ferenc |
| FW                |  | Kohut Vilmos      |
| Vezetőedző:       |  |                   |
| Tóth Potya István |  |                   |

| RAPID WIEN: |  |                  |
|             |  |                  |
| GK          |  | Franz Hribar     |
| DF          |  | Roman Schramseis |
| DF          |  | Franz Kral       |
| MF          |  | Josef Frühwirth  |
| MF          |  | Josef Smistik    |
| MF          |  | Josef Madlmayer  |
| FW          |  | Willibald Kirbes |
| FW          |  | Franz Weselik    |
| FW          |  | Johann Hoffmann  |
| FW          |  | Johann Horvath   |
| FW          |  | Ferdinand Wesely |
| Vezetőedző: |  |                  |
| Edi Bauer   |  |                  |

### 2. mérkőzés
| 1928. november 11. |

| Rapid Wien                               | 5–3   | Ferencváros                        |
| ---------------------------------------- | ----- | ---------------------------------- |
| Kirbes 5' 22' Wesely 37' 53' Weselik 50' | (3–2) | Kohut 33' Turay 36' Szedlacsik 79' |

| Hohe Warte Stadion, Bécs Nézőszám: 20 000 Játékvezető: Albino Carraro (olasz) |

| RAPID WIEN: |  |                  |
|             |  |                  |
| GK          |  | Franz Hribar     |
| DF          |  | Roman Schramseis |
| DF          |  | Anton Witschel   |
| MF          |  | Josef Frühwirth  |
| MF          |  | Josef Madlmayer  |
| FW          |  | Richard Kuthan   |
| FW          |  | Willibald Kirbes |
| FW          |  | Franz Weselik    |
| FW          |  | Johann Hoffmann  |
| FW          |  | Johann Horvath   |
| FW          |  | Ferdinand Wesely |
| Vezetőedző: |  |                  |
| Edi Bauer   |  |                  |

| FERENCVÁROS:      |  |                   |
|                   |  |                   |
| GK                |  | Amsel Ignác       |
| DF                |  | Takács Géza       |
| DF                |  | Hungler János     |
| MF                |  | Furmann Károly    |
| MF                |  | Bukovi Márton     |
| MF                |  | Berkessy Elemér   |
| FW                |  | Koszta Imre       |
| FW                |  | Takács József     |
| FW                |  | Turay József      |
| FW                |  | Szedlacsik Ferenc |
| FW                |  | Kohut Vilmos      |
| Vezetőedző:       |  |                   |
| Tóth Potya István |  |                   |